# Zug um Zug (Recht)
Ein Leistungsaustausch Zug um Zug bedeutet im deutschen Schuldrecht, dass der eine Teil nur dann zu leisten hat, wenn auch der andere Teil zur gleichen Zeit leisten kann, § 320 BGB. Beim gegenseitigen Vertrag sind die beiderseitigen Verpflichtungen so voneinander abhängig, dass die eine nicht ohne Erfüllung der anderen geltend gemacht werden kann. 

## Regelungen bei obligatorischen Verträgen
Der Grundsatz gilt bei gegenseitigen Verträgen, beispielsweise Kaufverträgen, wenn die Leistung (Lieferung der gekauften Sache) und die Gegenleistung (Zahlung des vereinbarten Kaufpreises) gleichzeitig zur Erfüllung einander gegeneinander stehen. Sinn und Zweck der Zug um Zug-Regelung ist der Schutz der am Güterverkehr Beteiligten davor, dass der eine seine Leistung erbringt, aber die Leistung des anderen nicht gleichzeitig erhält.
Dabei darf der Begriff der Gleichzeitigkeit nicht im strengen naturwissenschaftlichen Sinn verstanden werden. Beispielsweise beim alltäglichen Kauf von Brötchen über die Ladentheke des Bäckers gegen Zahlung von Bargeld leisten die Parteien rechtlich betrachtet gleichzeitig, auch wenn erst die Brötchen gereicht und danach das Geld angenommen wird. Verteilt sich dagegen – wie zum Beispiel bei der Miete – eine Leistung (die Gebrauchsgewährung) über eine bestimmte Zeitdauer, während die andere (die Zahlung der Miete) in einem Akt zu erbringen ist, so ist notwendigerweise mindestens eine Partei vorleistungspflichtig.
Eine Erfüllung Zug um Zug ist andererseits ausgeschlossen, wenn eine der Vertragsparteien aufgrund gesetzlicher Anordnung vorleistungspflichtig ist, was exemplarisch für Verpflichtungen aus Werkverträgen gilt. Der Werklohnanspruch des Unternehmers, der das Gewerk ausführt, wird erst bei der Abnahme seines Werkes durch den Besteller fällig (§ 640, § 641 BGB). Bei Mietverträgen gilt gemäß § 556b Abs. 1 BGB grundsätzlich, dass Mietzahlungen im Voraus zu entrichten sind.
Erfüllungen Zug um Zug können auch kraft Vereinbarung oder stillschweigend abbedungen werden, was bezüglich der Bezahlung des Arbeitslohns bei Arbeitsverträgen gelten kann. Der Arbeitslohn wird im Nachhinein gezahlt, weil er erst fällig wird, wenn die Arbeitsleistung erbracht ist.

## Entstehung von Leistungspflichten Zug um Zug
Die Verpflichtung zur Leistung Zug um Zug kann entweder von vornherein seit Begründung des Schuldverhältnisses bestehen und die Leistungspflicht damit schlechthin einschränken. Zumeist entsteht die Verpflichtung zur Leistung Zug um Zug aber dadurch, dass der Schuldner die gegen ihn gerichtete Forderung durch Erhebung einer Einrede beschränkt. Den wichtigsten Fall hierfür bildet im deutschen Recht (als Ausdruck des Synallagmas) die Einrede des nichterfüllten gegenseitigen Vertrags (§ 320 BGB).

## Auswirkungen im Rechtsstreit
Ist der Schuldner nur zur Leistung Zug um Zug verpflichtet, so wirkt sich das im Zivilprozess sowohl im Erkenntnisverfahren als auch in der Zwangsvollstreckung aus.

### Erkenntnisverfahren
Gemäß § 274 BGB beim Zurückbehaltungsrecht und § 322 Abs. 1 BGB beim gegenseitigen Vertrag wird im Tenor des Urteils ausdrücklich angeführt, dass die Verpflichtung nur Zug um Zug gegen Erfüllung einer Verpflichtung des Gläubigers besteht. Beide Normen verwenden den Begriff der Zug um Zug-Erfüllung.
Beispiel: Der Beklagte wird verurteilt, an den Kläger 15.000 € Zug um Zug gegen Herausgabe und Übereignung des Fahrzeugs … zu bezahlen.

### Vollstreckungsverfahren
Eine solche Verurteilung zur Leistung Zug um Zug wirkt sich dann bei der Zwangsvollstreckung gemäß § 756 und § 765 ZPO dahin aus, dass der Gerichtsvollzieher und das Vollstreckungsgericht die Zwangsvollstreckung nicht beginnen dürfen, solange nicht der Schuldner die ihm gebührende Leistung erhalten oder in einer den Annahmeverzug begründenden Weise angeboten bekommen hat. Erfüllung oder Annahmeverzug werden dadurch sichergestellt, dass der Gerichtsvollzieher die Gegenleistung selbst übergibt oder anbietet oder ihm dies durch öffentliche oder öffentlich beglaubigte Urkunden nachgewiesen wird. Ebenso reicht aus, wenn der Annahmeverzug bereits im Urteil festgestellt ist oder der Schuldner dem Gerichtsvollzieher auf dessen wörtliches Angebot der Gegenleistung erklärt, er werde diese nicht annehmen.
Ist der Schuldner zur Abgabe einer Willenserklärung Zug um Zug verurteilt, so darf gemäß § 726 ZPO bereits die Vollstreckungsklausel nur dann erteilt werden, wenn Befriedigung oder Annahmeverzug im Hinblick auf die Gegenleistung bewiesen sind. Hintergrund dieser Regelung ist, dass gemäß § 894 Abs. 1 Satz 2 ZPO mit Erteilung der Klausel die Abgabe der Willenserklärung fingiert wird, der Schuldner also vorleisten würde, wenn Erfüllung oder Annahmeverzug der Gegenleistung bei Klauselerteilung nicht vorlägen.